# Serbischer Fußballpokal 2022/23
Der Serbische Fußballpokal 2022/23 (auch Kup Srbije) war die 17. Austragung des serbischen Pokalwettbewerbs. Er wurde vom Serbischen Fußball-Bund (FSS) ausgetragen. Titelverteidiger war Roter Stern Belgrad. Das Finale fand am 25. Mai 2023 statt.

## Modus
Alle Begegnungen wurden in einem Spiel ausgetragen. Endete ein Spiel nach 90 Minuten unentschieden, kam es direkt zum Elfmeterschießen. Bis zum Viertelfinale wurden die Mannschaften in zwei Töpfe platziert, so dass jedes gesetzte Team gegen ein ungesetztes antrat.

## Teilnehmer
| Super liga 2021/22 (15) | Super liga 2021/22 (15) | Prva Liga (16) | Prva Liga (16) | Regionale Pokalsieger (5)                                                                   |
| --- | --- | --- | --- | ------------------------------------------------------------------------------------------- |
| - FK Čukarički - FK Kolubara - FK Metalac - FK Mladost Lučani - FK Napredak Kruševac - FK Novi Pazar - Partizan Belgrad - FK Radnik Surdulica | - FK Radnički 1923 Kragujevac - FK Radnički Niš - Roter Stern Belgrad - FK Spartak Subotica - Vojvodina Novi Sad - FK Voždovac - FK TSC | - FK Bačka - FK Budućnost Dobanovci - FK Grafičar Belgrad - FK IMT Belgrad - FK Inđija - FK Javor Ivanjica - FK Kabel Novi Sad - FK Loznica | - FK Mačva Šabac - FK Mladost Novi Sad - FK Rad Belgrad - FK Radnički Sremska Mitrovica - FK Timok Zaječar - FK Železničar Pančevo - FK Zlatibor Čajetina - OFK Žarkovo | - FK Jagodina - FK Mokra Gora - FK Polet Ljubić - FK Radnički Belgrad - RFK Novi Sad 1921 1 |

## Vorrunde
In dieser Runde trafen drei der fünf Sieger des Regionalpokals und die fünf schlechtestplatzierten Teams der Prva Liga (Serbien) 2021/22 aufeinander.
|                     | Ergebnis        |                        |
| ------------------- | --------------- | ---------------------- |
| 14. September 2022  |                 |                        |
| FK Bačka            | 2:2 (3:5 i. E.) | FK Kabel Novi Sad      |
| FK Mokra Gora       | 1:6             | FK Zlatibor Čajetina   |
| FK Jagodina         | 1:0             | FK Timok Zaječar       |
| FK Radnički Belgrad | 1:0             | FK Budućnost Dobanovci |

## 1. Runde
Teilnehmer: Die 4 Sieger der Vorrunde, die 15 Teams der SuperLiga 2021/22 (ohne FK Proleter Novi Sad, wegen Fusion), die Top-Elf der Prva Liga 2021/22 und zwei weitere Regionalpokalsieger (FK Polet Ljubić und RFK Novi Sad 1921).
|                               | Ergebnis        |                             |
| ----------------------------- | --------------- | --------------------------- |
| 28. September 2022            |                 |                             |
| FK Radnički Sremska Mitrovica | 1:1 (2:0 i. E.) | Partizan Belgrad            |
| 29. September 2022            |                 |                             |
| FK Mačva Šabac                | 0:2             | Roter Stern Belgrad         |
| 12. Oktober 2022              |                 |                             |
| FK Inđija                     | 0:2             | FK Napredak Kruševac        |
| 19. Oktober 2022              |                 |                             |
| FK Železničar Pančevo         | 3:0             | RFK Novi Sad 1921           |
| FK IMT Belgrad                | 2:1             | FK Radnički 1923 Kragujevac |
| OFK Žarkovo                   | 1:1 (4:5 i. E.) | FK Kolubara                 |
| FK Mladost Novi Sad           | 2:0             | FK Voždovac                 |
| FK Radnički Belgrad           | 2:1             | FK Mladost Lučani           |
| FK Javor Ivanjica             | 0:0 (5:6 i. E.) | FK Radnički Niš             |
| FK Jagodina                   | 1:2             | FK Novi Pazar               |
| FK Loznica                    | 1:2             | FK TSC                      |
| FK Polet Ljubić               | 0:1             | FK Radnik Surdulica         |
| FK Rad Belgrad                | 0:2             | FK Spartak Subotica         |
| FK Zlatibor Čajetina          | 0:2             | FK Čukarički                |
| FK Kabel Novi Sad             | 0:0 (4:5 i. E.) | FK Metalac                  |
| FK Grafičar Belgrad           | 1:1 (0:3 i. E.) | Vojvodina Novi Sad          |

## Achtelfinale
|                               | Ergebnis |                      |
| ----------------------------- | -------- | -------------------- |
| 9. November 2022              |          |                      |
| FK TSC                        | 2:0      | FK Čukarički         |
| FK Radnički Belgrad           | 1:2      | FK Radnik Surdulica  |
| FK Radnički Niš               | 3:0      | FK IMT Belgrad       |
| FK Novi Pazar                 | 2:1      | FK Kolubara          |
| Vojvodina Novi Sad            | 2:1      | FK Mladost Novi Sad  |
| 15. März 2023                 |          |                      |
| FK Metalac                    | 0:2      | FK Čukarički         |
| FK Spartak Subotica           | 0:1      | FK Napredak Kruševac |
| FK Radnički Sremska Mitrovica | 1:3      | Roter Stern Belgrad  |

## Viertelfinale
|                      | Ergebnis        |                     |
| -------------------- | --------------- | ------------------- |
| 3. Mai 2023          |                 |                     |
| FK Napredak Kruševac | 0:0 (2:4 i. E.) | Roter Stern Belgrad |
| 4. Mai 2023          |                 |                     |
| FK TSC               | 4:0             | FK Novi Pazar       |
| FK Radnik Surdulica  | 0:1             | FK Čukarički        |
| FK Radnički Niš      | 0:1             | Vojvodina Novi Sad  |

## Halbfinale
|                    | Ergebnis |                     |
| ------------------ | -------- | ------------------- |
| 17. Mai 2023       |          |                     |
| FK TSC             | 0:3      | Roter Stern Belgrad |
| 18. Mai 2023       |          |                     |
| Vojvodina Novi Sad | 0:1      | FK Čukarički        |

## Finale
| Paarung             | Roter Stern Belgrad – FK Čukarički |
| Ergebnis            | 2:1 (0:1) |
| Datum               | 25. Mai 2023 |
| Stadion             | Stadion Rajko Mitić, Belgrad |
| Zuschauer           | 12.371 |
| Schiedsrichter      | Milan Mitić |
| Tore                | 0:1 Marko Docić (21.), 1:1 Aleksandar Pešić(61.), 2:1 Aleksandar Pešić (76.) |
| Roter Stern Belgrad | Milan Borjan - Irakli Azarovi (79. Milan Rodić), Aleksandar Dragović, Strahinja Eraković, Alex Vigo (58. Lazar Nikolić) - Srđan Mijailović, Guélor Kanga (58. Kings Kangwa), Mirko Ivanić - Aleksandar Katai (72. Marko Rakonjac), Osman Bukari, Aleksandar Pešić Cheftrainer: Miloš Milojević ( Serbien)                |
| FK Čukarički        | Nemanja Belić - Nemanja Tošić, Bojan Kovačević (81. Luka Stojanović), Uroš Drezgić, Viktor Rogan - Miladin Stevanović, Marko Docić , Đorđe Ivanović (86. Almir Aganspahić) - Luka Adžić (64. Samuel Owusu), Igor Miladinović (81. Stefan Tomović), Mohamed Badamosi Cheftrainer: Dušan Kerkez ( Bosnien und Herzegowina) |
| Gelbe Karten        | Aleksandar Pešić (62.), Milan Rodić (83.), Osman Bukari (90.+4') – Nemanja Belić (73.) |